# Galeazzo II Visconti
Galeazzo II Visconti (ca. 1320 - 4 augustus 1378) was een Italiaanse edelman uit het geslacht Visconti, dat van 1277 tot 1447 heerste over de heerlijkheid Milaan, die in 1395 onder zijn zoon Gian Galeazzo Visconti werd verheven tot hertogdom.

## Levensloop
Galeazzo II Visconti was de tweede zoon van Stefano Visconti (1288-1327), de vijfde zoon van Matteo I Visconti. Zijn moeder was Valentina Doria. Galeazzo trouwde in 1350 met Blanche van Savoye, dochter van hertog Aymon van Savoye. Voorafgaand aan zijn huwelijk met Blanche kreeg hij twee kinderen bij zijn minnares Malgarola da Lucino, te weten Cesare en Beatrice.
Na het overlijden van hun oom Giovanni Visconti in 1354 regeerde Galeazzo samen met zijn broers Matteo en Bernabò over de heerlijkheid Milaan. Matteo overleed al een jaar later, volgens de nabestaanden vergiftigd door zijn broers. Ook al waren ze zeer wantrouwig van elkaar en vreesden ze wederkerig dat de andere de alleenheerschappij nastreefde, bleven ze altijd trouw met elkaar verbonden in het besturen van Milaan. Voor alle veiligheid verliet Galeazzo echter Milaan en ging zich in Pavia vestigen.
Hij huwelijkte zijn dochter Violante uit aan Lionel van Antwerpen, de zoon van Eduard III van Engeland, die hij 200.000 gouden florijnen als bruidsschat meegaf. Weduwe geworden trouwde ze met Otto III van Monferrato.  Na diens dood in 1378 trouwde Violante met haar neef Ludovico Visconti. Galeazzo arrangeerde ook het huwelijk van zijn zoon Gian Galeazzo Visconti met Isabella van Frankrijk, dochter van koning Jan II.
Voor de financiering van zijn militaire expedities legde hij zijn onderdanen zware belastingen op, wat aanleiding was tot verzet tegen zijn regime.
Galeazzo II Visconti overleed op 4 augustus 1378 aan een slepende ziekte en werd begraven in de San Pietro in Ciel d'Oro in Pavia.
Hij wordt herinnerd als mecenas van Petrarca en stichter van de universiteit van Pavia. Hij liet ook het Parco Visconteo bij Pavia aanleggen.

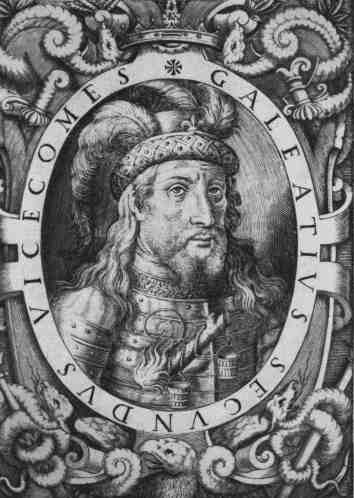
Fantasieportret van Galeazzo II Visconti uit 1645